# Udayadeb
Udayadeb (nep. उदयदेव) – gaun wikas samiti w zachodniej części Nepalu w strefie Mahakali w dystrykcie Baitadi. Według nepalskiego spisu powszechnego z 2011 roku liczył on 767 gospodarstw domowych i 4687 mieszkańców (2546 kobiet i 2141 mężczyzn).